# Louchébem
Louchébem – gwara używana przez paryskich i lyońskich rzeźników (fr. boucher). Powstała w połowie XIX w. i wśród osób posługujących się językiem francuskim była w użyciu do lat pięćdziesiątych XX w. Przypomina inne zabawy językowe, takie jak verlan czy świńska łacina.
Zasady tworzenia wyrazów w louchébem: pierwszą spółgłoskę przesuń na koniec wyrazu, dołącz przyrostek -ème, -ji, -oc lub -muche, wstaw literę 'l' na początku.
Tak powstałe wyrazy najczęściej dostosowywane są do wymowy francuskiej. Nazwa 'louchébem' powstała właśnie w ten sposób: le boucher (rzeźnik) ⇒ louchébem.
Przykładowe słowa w louchebem:
- la femme (kobieta) → lamfé
- le monsieur (pan) → lesieum
- le gigôt (udziec) → ligogem
- le patron (właściciel) → latronpuche
- le fou (wariat) → loufoque